# The More Things Change...
The More Things Change... är ett studioalbum av Machine Head från 1997.

## Track listing
| Nr           | Titel               | Längd |
| ------------ | ------------------- | ----- |
| 1.           | Ten Ton Hammer      | 4:14  |
| 2.           | Take My Scars       | 4:20  |
| 3.           | Struck a Nerve      | 3:34  |
| 4.           | Down to None        | 5:28  |
| 5.           | The Frontlines      | 5:51  |
| 6.           | Spine               | 6:38  |
| 7.           | Bay of Pigs         | 3:46  |
| 8.           | Violate             | 7:20  |
| 9.           | Blistering          | 4:59  |
| 10.          | Blood of the Zodiac | 6:38  |
| Total längd: | Total längd:        | 52:46 |

| 11. | The Possibility of Life's Destruction (Discharge cover) | 1:31 |
| 12. | My Misery                                               | 4:42 |
| 13. | Colors (Ice-T cover)                                    | 4:39 |